# 2003년 이라크 침공의 전투 서열
다음은 미국의 2003년 5월 1일 이라크 침공 당시의 전투 서열 목록이다.

## 연합전력지상구성사령부

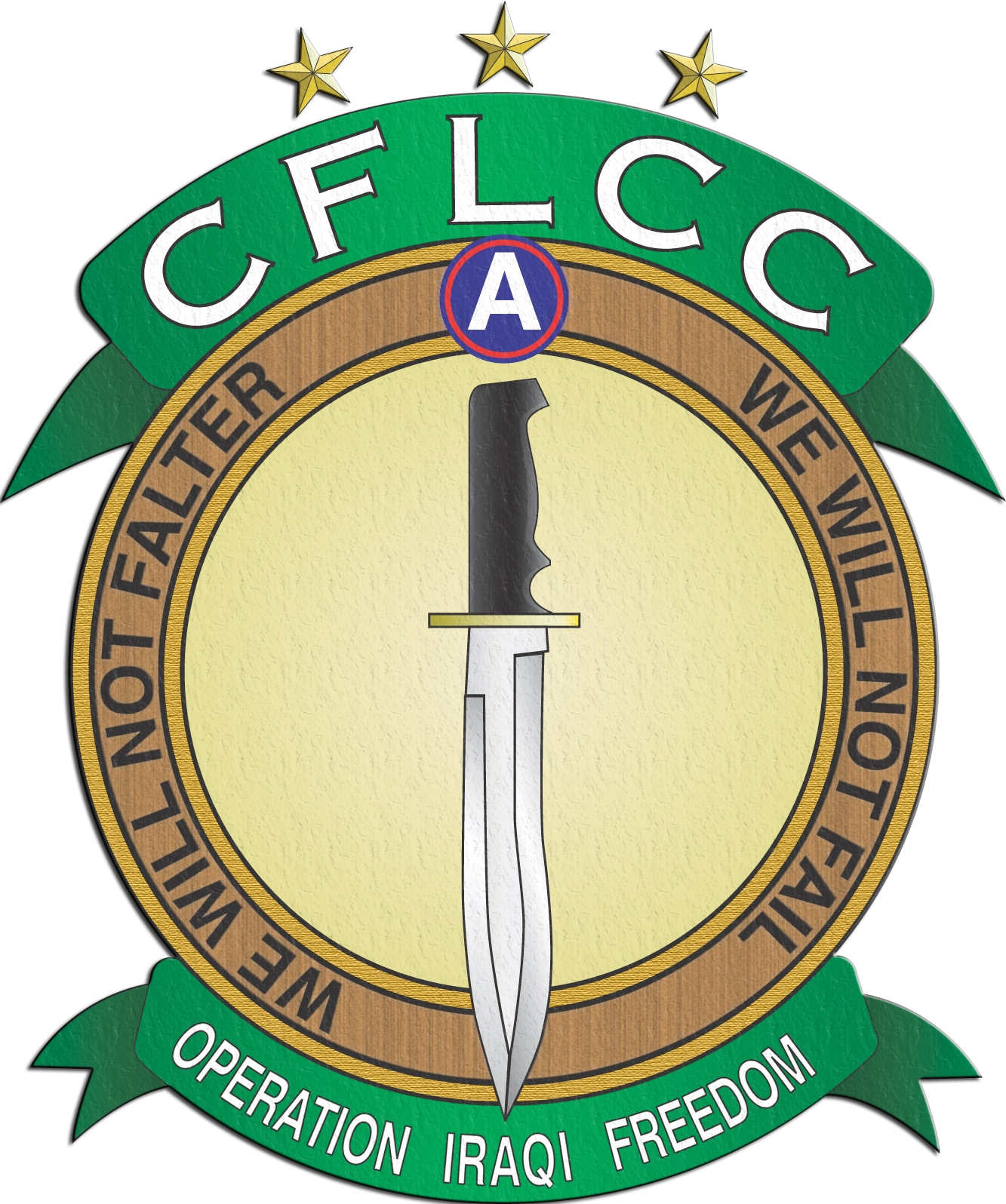
CFLCC의 CoA

### 제1해병원정군
- 제1해병사단
- 제2해병원정여단
- 영국 제1기갑사단
  - 제7기갑여단
  - 제16공중강습여단
  - 제3코만도여단

### 제5군단
CTF-7/제5군단, 본부; 2003년 5월 ~ 6월 15일, CFLCC로 대채됨.
- 제5군단 포병대
  - 제41야전포병여단
    - 제18야전포병연대, 2대대
    - 제27야전포병연대, 1대대

  - 제17야전포병여단
    - 제12야전포병연대 1대대
    - 제3야전포병연대 5대대
    - 제18야전포병연대 3대대
    - 제27야전포병연대, 6대대
- 제31방공포병여단 (OPCON)
  - 제52방공포병연대, 5대대
  - 제52방공포병연대, 6대대
- 제12항공여단
  - 제228항공연대, 2대대
  - 제158항공연대, 3대대
  - 제158항공연대 5대대
- 제11항공연대 (공격 헬리콥터)
  - 제6기병연대, 6전대 (공격 헬리콥터)
- 제130공병여단
  - 제168공병단
  - 제265공병단
  - 제937공병단
  - 제724공병대대
    - 제1092공병대대
    - 제54공병대대
    - 제565공병대대 (임시)

  - 제864공병대대
    - 제142공병대대
    - 제94공병대대
    - 제878공병대대 (임시)
- 제205군사첩보여단 (-)
  - 제1군사첩보대대
  - 제302군사첩보대대
  - 제165군사첩보대대 (-)
  - 제223군사첩보대대 (언어학)
  - 제224군사첩보대대
  - 제323군사첩보대대 (-)
  - 제325군사첩보대대 (-)
  - 제519군사첩보대대 (-)
- 제220헌병여단 (OPCON); 2003년 2월 ~ 2004년 2월
  - 제118헌병대대
  - 제504헌병대대
  - 제607헌병대대
  - 제293보병연대, 1대대
- 제800헌병여단 (억류 및 재정착) (OPCON)
  - 제115헌병대대
  - 제320헌병대대
  - 제324헌병대대
  - 제400헌병대대
  - 제530헌병대대
  - 제724헌병대대
  - 제744헌병대대
- 제22통신여단 (OPCON)
  - 제17통신대대
  - 제32통신대대
  - 제440통신대대
  - 제51통신대대
  - 제23통신대대
- 제3병기대대 (OPCON)
- 제79병기대대 (OPCON)
- 제352민사사령부
  - 제308민사여단
- 제335전구통신사령부 (TACON)
  - 제86통신대대
  - 제63통신대대
  - 제504통신대대
  - 제151통신대대
  - 제40통신대대
  - 제9심리작전대대
- 제2화학대대
- 제18근무지원단
  - 제90인사근무대대
  - 제24인사근무대대
  - 제546인사근무대대
  - 제208재무대대

#### 제3보병사단
기간: 2003년 3월 ~ 9월
- 제1여단
  - 제7보병연대, 2대대
  - 제7보병연대, 3대대
  - 제69기갑연대, 3대대
  - 제41야전포병연대, 1대대
  - 제11공병대대
  - 제3전방지원대대
- 제2여단
  - 제15보병연대, 3대대
  - 제64보병연대, 1대대
  - 제64기갑연대, 4대대
  - 제9야전포병연대, 1대대 (-)
  - 제10공병대대 (-)
  - 제26전방지원대대
  - 제211헌병대대
- 제3여단
  - TF 제15보병연대, 1대대
  - TF 제30보병연대, 1대대
  - TF 제69기갑연대, 2대대
  - 제9야전포병연대, 1대대
  - 제121공병대대
  - 제317공병대대
  - 제203전방지원대대
- 제4여단 (-)
  - 제3항공연대, 1대대 (AH-64D) (-)
  - 제603항공지원대대
  - 제307기병연대, 3전대
  - 제3항공연대, 2대대
- 사단 포병대
  - 제39야전포병연대, 1대대
  - 제41야전포병연대, 1대대
  - 제3방공포병연대, 1대대
- 사단, 지원사령부 (-)
  - 제703전방지원대대

#### 제4보병사단
기간 : 2003년 4월 ~ 2004년 3월
- 제1여단
  - 제22보병연대, 11대대
  - 제66기갑연대, 3대대
  - 제42야전포병 4대대
  - 제720헌병대대
  - 제299공병대대 (-)
  - 제4전방지원대대
- 제2여단 (-)
  - 제8보병연대, 2대대
  - 제67기갑연대, 1대대
  - 제67기갑연대, 3대대
  - 제16야전포병, 3대대
  - 제588공병대대
  - 제204전방지원대대
- 제3여단 (-)
  - 제12보병연대, 1대대
  - 제8보병연대, 1대대
  - 제66기갑연대, 1대대
  - 제68기갑연대, 1대대
  - 제29야전포병연대, 3대대
  - 제4공병대대 (-)
  - 제64전방지원대대
- 제4여단 (-)
  - 제4항공연대, 1대대 (-)
  - 제2항공연대, 대대 (-)
  - 제10기병연대, 1전대 (-)
  - 제17야전포병연대, 1대대
  - 제404항공지원대대
- 사단 포병대
  - 제22야전포병연대, 2대대
  - 제5공병대대
- 사단 지원사령부 (-)
  - 제704전방지원대대 (-)
- 제44방공포병연대, 1대대 (-)
- 제104군사첩보대대 (-)
- 제124통신대대 (-)
- 제230재무대대 (-)
- 제502인사근무대대
- 제173공수여단 (배속됨)
  - 제508보병연대, 1대대
  - 제503보병연대, 2대대
  - 제12보병연대, 1대대
  - 제63기갑,연대 1대대
  - 제15야전포병연대, 2대대 (-)
  - 제404민사대대 (-)
  - 제201전방지원대대
- 제555공병단
  - 제14공병대대대 (-)
  - 제223공병대대대 (-)
  - 제244공병대대대
- 제402민사대대
- 제418민사대대 (-)

#### 제1기갑사단
기간 : 2003년 5월 ~ 2004년 4월
- 제1여단
- 제2여단
- 제3여단
- 제4여단
- 사단 포병대
- 사단 지원사령부
- 사단 공병여단
  - 제1457병대대 (-)
  - 제493공병단
  - 제389병대대
  - 제203공병대대
- 제141통신대대
- 제8재무대대
- 제55인사근무대대 (-)
- 제501군사첩보대대
- 제18헌병여단
  - 제519헌병대대
  - 제709헌병대대
  - 제168헌병대대
  - 제716헌병대대
- 제354민사여단
  - 제422민사대대
  - 제490민사대대 (-)
  - 제414민사대대

#### 제101공수사단
기간 : 2003년 5월 ~ 2004년 2월
- 제1여단
- 제2여단
- 제3여단
- 제4여단
- 사단 포병대
- 사단 지원사령부
- 제326공병대대 (-)
- 제311군사첩보대대 (-)
- 제501통신대대 (-)
- 제101재무대대 (-)
- 제101장병지원대대
- 제926공병단
  - 제52공병대대
  - 제37공병대대
- 제3기갑기병연대; 2003년 3월, 82공수사단에 배속
  - 제1전대
  - 제2전대
  - 제3전대
  - 제4전대
  - 지원전대
- 제16통신대대

#### 제82공수사단
기간 : 2003년 9월 ~ 2004년 3월
- 제3여단
- 제1보병사단 1여단
- 제4여단
- 사단 지원사령부
  - 제782주지원대대 (-)
  - 제4방공포병연대, 3대대
- 제5야전포병연대, 2대대
- 제313군사첩보대대 (-)
- 제307공병대대 (-)
- 제82통신대대 (-)
- 제82장병지원대대
- 제304민사대대
- 제432민사대대 (-)

#### 제3군단지원사령부
기간 : 2003년 5월 ~ 2004년 4월
- 제16군단지원단
- 제7군단지원단
- 제37군단지원단
- 제64군단지원단
- 제101군단지원단
- 제171구역지원단
- 제371군단지원단
- 제19구역지원단 (임시)
  - 제27이동통제대대
- 제30의무여단
- 제1의무여단
- 제62의무여단
- 제18근무지원단
- 제5군단 특수병력대
  - 주 지휘소
  - 특수병력대대
  - 제1138공병대대
  - 쿠웨이트 후방분견대
    - 제371군단지원단
      - 제345군단지원대대
      - 제292군단지원대대
      - 제18군단지원대대
      - 제546인사근무대대
- CJSOTF 아라비아 반도 (CJSOTF-AP) (CJTF-7 지원)
  - 제5특전단
  - 제10특전단
  - 제75레인저연대, 2대대 (-)
  - 제160특수작전항공연대 (-)
  - 그 외 식별되지 않은 특수부대

### 중부특수작전사령부
- 제10특전단
  - 제173공수여단
  - 제26해병원정대
- 제5특전단
- 해군특수작전태스크단
  - 씰팀 8
  - 씰팀 10
  - GROM

## 이라크군

### 이라크 육군
- 북부이라크
  - 제1군단
    - 제2보병사단
    - 제5기계화사단
    - 제38보병사단

  - 제5군단
    - 제1기계화사단
    - 제4보병사단
    - 제7보병사단
    - 제16보병사단
- 동부이라크
  - 제2군단
    - 제3기갑사단
    - 제15보병사단
    - 제34보병사단
- 남부이라크
  - 제3군단
    - 제6기갑사단
    - 제11보병사단
    - 제51기계화사단

  - 제4군단
    - 제10기갑사단
    - 제14보병사단
    - 제18보병사단

### 공화국 경비대
- 공화국 경비대 제1군단
- 공화국 경비대 제2군단

## 같이 보기
- 2009년 이라크 전쟁의 전투 서열

## 참고
- “On Point II Transition to the New Campaign: The United States Army in Operation IRAQI FREEDOM May 2003–January 2005” (PDF). Washington D.C.: Combat Studies Institute Press. 2018년 7월 8일에 확인함.